# Улица Вааблазе
Улица Ва́аблазе (эст. Vaablase tänav) — улица в Таллине, столице Эстонии.

## География
Пролегает в микрорайоне Сяэзе района Мустамяэ. Начинается от улицы Нирги, пересекается с улицами Кийли, Парму, Алги и Тильдри пыйк. Заканчивается улицей Тильдри. Протяжённость улицы — 888 метров.

## История
Своё название улица получила в 1958 году. Буквальный перевод с эстонского — «улица Пилильщика».